# Ischnaspis ghesquierei
Ischnaspis ghesquierei är en insektsart som beskrevs av Matile-ferrero 1982. Ischnaspis ghesquierei ingår i släktet Ischnaspis och familjen pansarsköldlöss.
Artens utbredningsområde är Kongo-Kinshasa. Inga underarter finns listade i Catalogue of Life.